# Яблонь-Янковце
Яблонь-Янковце (пол. Jabłoń-Jankowce) — село в Польщі, у гміні Нові Пекути Високомазовецького повіту Підляського воєводства.
Населення — 233 особи (2011).
У 1975-1998 роках село належало до Ломжинського воєводства.

## Демографія
Демографічна структура станом на 31 березня 2011 року:
|          | Загалом | Допрацездатний вік | Працездатний вік | Постпрацездатний вік |
| -------- | ------- | ------------------ | ---------------- | -------------------- |
| Чоловіки | 111     | 22                 | 76               | 13                   |
| Жінки    | 122     | 29                 | 64               | 29                   |
| Разом    | 233     | 51                 | 140              | 42                   |